# Walmaster Xe
WalMaster Xe est un logiciel de Bourse développé par Eric Walker en 1986. Commercialisé par la société française Goldata en 1990, il est principalement utilisé pour apporter une aide à la décision sur les marchés financiers.
Il travaille essentiellement sur des formules mathématiques appliquées au cours de bourse, qui sont la base de l’analyse technique moderne. L’intérêt est de chercher à détecter les mouvements du passé pour mieux anticiper l’avenir.

## Historique
En 1986, Eric Walker dépose la marque Waldata. Après son service militaire dans l’armée de l’air, il finit l’écriture d’un programme permettant d’afficher des graphiques sur les PC de l’époque. Progressivement, l’application de ses graphiques aux cours de bourse s’impose.
Le premier logiciel est présenté lors d’un salon de finance et coïncide avec le Krach d’octobre 1987. Les investisseurs découvrent alors un outil qui peut leur permettent de gérer et surveiller leur investissement. Le logiciel appelé "Décision boursière". À partir de 1995, il devient WalMaster et permet d’afficher le graphique des cours de bourse avec une moyenne mobile associée à une gestion de portefeuille. La marque Waldata devient précurseur de l’analyse technique en France. Pour alimenter le logiciel en cours de bourse, Eric Walker crée WALSERVE, un serveur permettant d’accéder au service minitel 36.14. En 1998, il est remplacé par le serveur Walbbs qui permet une vitesse de téléchargement de 9 600 bauds.
La presse économique et financière de l'époque suit les évolutions du logiciel et permettent à Waldata de se faire connaitre dans le milieu boursier : Investir, La Vie financière, Mieux vivre votre argent (juin 1988, mars 1995), L'Ordinateur individuel (février 1991), Le Revenu (mai 1994), Libération (octobre 1994) et PC Direct (mars 1995).
À partir de 1987, Eric Walker passe du monde DOS à Windows en développant en langage de programmation C++ et Dephi. Depuis 2015, il s'adapte aux évolutions du monde web et développe la plateforme électronique de trading TradeDcoder en JavaScript. Cette plateforme est le produit d’avenir de Waldata qui complète la gamme de logiciels WalMaster Xe.

### Historique des versions logiciel
- WalMaster Gold (1986)
- Platinum (1990)
- WalMaster (1995)
- WalMaster Xe (2010) (2015) (2020)

## Méthodes d'analyse technique
Waldata développe des modules, les Atexperts, pour son logiciel WalMaster Xe qui intègrent des méthodes d'analyse technique. Ces méthodes, pour certaines exclusives, sont un ensemble de processus décisionnels basé sur un ou plusieurs indicateurs techniques et des algorithmes propriétaires afin de dégager les points d’entrée et de sortie. Elles correspondent à des phases précises du marché, chacune affiche un résumé de la situation interprétable par les utilisateurs.
- Waldata Trend Indicator : analyse pluridimensionnelle des 3 moyennes mobiles qui indique le début, le sens et la force de la tendance sur une échelle de 0 à 100.
- Volatility Bands Advisor : analyse synthétique des indicateurs de volatilité les plus utilisés (Bandes de Bollinger, Bollinger Band Width, Bandes de Keltner, ADX).
- Divergences Pro : détection rapides des divergences sur plusieurs indicateurs techniques simultanément.
- Ichimoku Pro : méthode basée sur l’indicateur Ichimoku Kinko Hyo.
- Heikin Ashi Swing Trading : interprétation des chandeliers HeikinAshi associé aux indicateurs de puissance (RSI,Stochastique) et de tendance (Waldata Trend Indicateur).
- Investor Plus : méthode basée sur une approche de type Top down, Stock Picking et Long Short Equity.
- FiboExpert : méthode basée sur les ratios de Fibonacci.
- Triple Ecran Waldata : recherche des points d’achat ou de vente optimaux dans une tendance à l’aide de l’analyse séquentielle de trois unités de temps et 11 indicateurs technique.
- Squeeze de Carter : détection les phases de squeeze à l’aide de deux indicateurs : les Bandes de Bollinger et les Bandes de Keltner.
- Awesome Swing Force : méthode basée sur l’indicateur Awesome Oscillator créé par Bill William[1] et proche par sa construction de l’indicateur MACD.
- FX Trading Tools : analyse d'un signal détecté sur une parité (Forex).
- ChartExpert : analyse et affichage des supports et résistances importants susceptibles d’influencer la tendance d'une valeur.
- Impulsion d'Elder : méthode basée sur l’impulsion présentée par Alexandre Elder[2].
- Trader Watch : interprétation de la tendance et de la pression à l’achat ou à la vente.
- Méthodes des Tortues : interprétation les règles de trading originales utilisées par les tortues dévoilées par Curtis M. Faith[3].

## Formations et publications
En juin 2005, la société Goldata crée la marque WaltradeInstitut, un centre de formation qui dispense des formations agrées à la Bourse et à l’analyste technique. Pour cela, elle noue des relations avec les analystes réputés : Antoine Dublanc, Julien Lepage, Philippe Cahen, Stephane Ceaux Duteil, Benoit Fernandez Riou. 
En 2008, Waldata publie deux livres sur l’analyse technique : Tout savoir sur l’analyse technique et Comprendre les indicateurs techniques.
De nombreux articles ont été publiés dans les revues spécialisées : Action future, Traders et Fédération des clubs d’investissement (F2IC). Waldata publie également ses propres articles de newsletters sur l’analyse technique ou les stratégies d’investissement, et possède un blog d'informations.